# Scarabaeus festivus
Scarabaeus festivus là một loài bọ cánh cứng trong họ Bọ hung (Scarabaeidae).